# Литературен кабинет „Стилиян Чилингиров“
Литературният кабинет „Стилиян Чилингиров“ е част от Националния литературен музей в София.
През 1968 г. домът на Стилиян Чилингиров е обявен за паметник на културата, но седем години по-късно сградата е разрушена и на нейно място е издигната кооперация. През 1985 г. екип специалисти от Националния литературен музей възстановява работния кабинет на писателя. В него се съхранява библиотеката на Стилиян Чилингиров, която съдържа около 21 000 тома книги и периодика на различни езици. Съдържа и сбирка на многобройни автографи от почти всички видни писатели, живели и творили в края на ХІХ и първата половина на ХХ в.
Сред книгите е и колекция му от старопечатни издания от края на XVIII век до Освобождението. Това са издания на български, руски, сръбски, гръцки, немски и френски език. Сред тях са „Огледало“ на Кирил Пейчинович (1816), „Рибен буквар“ на д-р Петър Берон (1824), издания на „Неделник“ на Софроний Врачански и още много други.
Значителен дял от личната библиотека на Стилиян Чилингиров представляват книгите на сръбски език или тези от сръбски и чужди автори, посветени на историческото минало на сърбите. Голяма част от тях той получава като дар от Белградската библиотека в знак на признателност, че е помогнал за спасяването на книжния ѝ фонд по време на Първата световна война. Тези книги са с печати на Белградската библиотека, на библиотеката в Ниш и др.
Забележителна е и колекцията на мемориалния кабинет от картини рисувани от Петър Морозов, Хараламби Тачев, Райко Алексиев и др.